# 報徳学園中学校・高等学校
報徳学園中学校・高等学校（ほうとくがくえん ちゅうがっこう・こうとうがっこう）は、兵庫県西宮市上大市に所在し、中高一貫教育を提供する私立男子中学校・高等学校。

## 概要
神戸の実業家大江市松が「以徳報徳」の精神を身につけた青年を育成したいと願い、武庫郡御影町（現在の神戸市東灘区）に3年制の報徳実業学校を創立。校章の八重桜に「実」の文字はこの当時からの名残りである。その後商業学校、工業学校へと変遷し、戦後に西宮市に移転して普通高校に転換。
硬式野球部（甲子園出場春優勝2回準優勝2回、夏優勝1回）、陸上競技部（高校駅伝出場優勝6回）、柔道部（インターハイ団体優勝1回、個人戦優勝1回）水上競技部（インターハイ総合優勝1回）、ラグビー部（センバツ優勝1回、セブンズ優勝1回、花園準優勝1回）、相撲（高校横綱4人）、少林寺拳法部（全国大会4回優勝）などが有名。
2003年にはII進コース（中学-高校）、選抜特進コース（高校）を設立した。
制服は中学からの入学生は銀ボタン5個の紺学ラン。
高校からの入学生は金ボタン5個の紺学ラン。
食堂も設置されている。

### 校風三則
1. 以徳報徳の道風を慕ふ
2. 至誠勤労の良風を尚ぶ
3. 分度推譲の美風を養ふ

## 創立者
大江市松（1871年生）は、御影の素封家で米穀商・造り洒屋を営む大江清兵衛の三男として生まれ、大江一族が設立した御影貯蓄銀行（1885-1930）や林業などを手掛けた実業家。1908年に「報徳組合共済会」を、1910年に「御蔭（おかげ）報徳会」を設立後、1911年に「報徳実業学校」を開校した。市松の長男・大江清一（1898年生）はのちに本学園理事長となり、次男の大江清三（1905-1992）は日本大学文理学部教授。現・理事長の大江透は市松の孫。

## 沿革

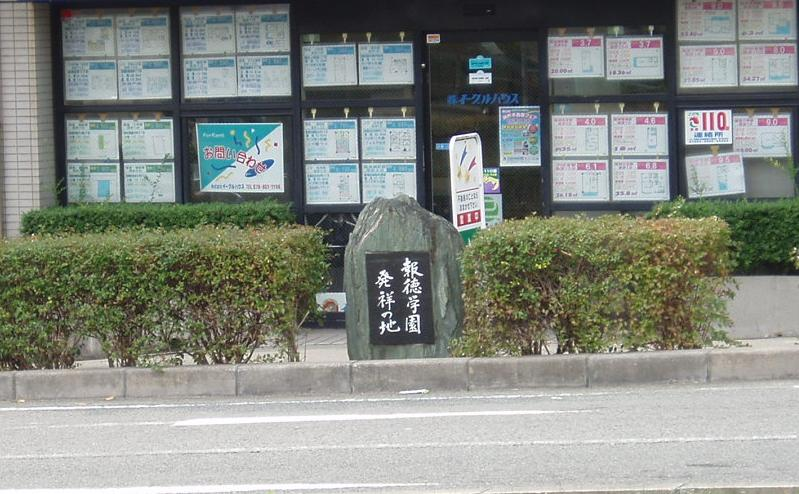
発祥の地（神戸市東灘区御影中町）

- 1911年 - 大江市松、御影町に報徳実業学校（3年制）設立。
- 1919年 - 二宮尊徳の嫡孫二宮尊親校長就任。
- 1924年 - 私立報徳商業学校に改称。
- 1932年 - 神戸市青谷に移転。
- 1944年 - 文部大臣の命により工業学校に転換。
- 1947年 - 西宮の現在地に移転。報徳中学校認可。
- 1952年 - 校名を報徳学園高等学校、報徳学園中学校と改称。普通科と商業科が置かれた。
- 1963年 - 商業科廃止。
- 1977年 - 高等学校普通科理コースを設置。
- 1988年 - 高等学校の交換留学とホームステイ研修を開始。
- 1989年 - 高等学校に国際コース設置。
- 1995年 - 高等学校の文理・国際コースを改組し、特進コース設置。
- 1998年 - 普通コースを進学コースに改称。
- 1999年 - 中学校のイギリス語学研修を開始。
- 2000年 - 特進コースにSクラスを設置。
- 2003年 - 中学校にII進コース・I進コース、高等学校に選抜特進コースをそれぞれ設置。
- 2008年 - 学園長に貝原俊民（元兵庫県知事）が就任。
- 2011年 - 創立100周年。現校舎が竣工。
- 2021年 - 創立110周年。

## 学科
- 選抜特進コース（高校）
- 特進コース（高校）
- 進学コース（高校）
- II進コース・I進コース（中高一貫）

## 主な出身者

### 野球
- 深見安博（元プロ野球選手、元西鉄ライオンズ代理監督）
- 高松延次（元プロ野球選手）
- 福島敦彦（指導者、元硬式野球部監督、元慶應義塾大学監督、元中山製鋼監督）
- 基満男 （元プロ野球選手）
- 水沼四郎（元プロ野球選手）
- 三宅昇（元プロ野球選手）
- 谷村智博（元プロ野球選手）
- 荒武康博（元プロ野球選手）
- 橋本勉（元プロ野球選手）
- 比屋根吉信（指導者、元興南高校監督、元有明高校監督）
- 松本匡史（元プロ野球選手）
- 安田尚弘（元プロ野球選手）
- 矢野和哉（元プロ野球選手、指導者、元東洋大学附属牛久高校監督）
- 金村義明（元プロ野球選手、野球解説者）
- 永田裕治（指導者、元硬式野球部監督、元U18野球日本代表監督、現日本大学三島高校監督）
- 徳田紀之 (指導者、亜細亜大学コーチ)
- 岡本透（元プロ野球選手）
- 松田慎司（元プロ野球選手）
- 西谷浩一（指導者、現大阪桐蔭高校監督）
- 清水直行（元プロ野球選手）
- 肥田高志（元プロ野球選手）
- 鞘師智也（元プロ野球選手）
- 大角健二（指導者、現硬式野球部監督）
- 光原逸裕（元プロ野球選手、指導者、現京都産業大学監督）
- 南竜介（元プロ野球選手）
- 森山周（元プロ野球選手）
- 山崎勝己（元プロ野球選手）
- 尾崎匡哉（元プロ野球選手）
- 大谷智久（元プロ野球選手）
- 片山博視（プロ野球選手）
- 近田怜王（元プロ野球選手、指導者、元京都大学監督）
- 田村伊知郎（プロ野球選手）
- 岸田行倫（プロ野球選手）
- 佐藤直樹（プロ野球選手）
- 西垣雅矢（プロ野球選手）
- 小園海斗（プロ野球選手）
- 坂口翔颯（プロ野球選手）
- 今朝丸裕喜（プロ野球選手）

### ラグビー
- 今里良三（元ラグビー日本代表選手・監督・元近鉄監督)
- 大東和美（元ラグビー日本代表選手・元早大監督・4代目Jリーグチェアマン）
- 植山信幸（元ラグビー日本代表選手・元早大監督）
- 西條裕朗（ラグビー指導者・現報徳学園高校ラグビー部監督）
- 田邉淳（元ラグビー日本代表選手）
- 萩本光威（元ラグビー選手・元ラグビー日本代表監督・元神戸製鋼コベルコスティーラーズヘッドコーチ）
- 高木重保（元ラグビー選手・元ラグビー日本代表・元ヤマハ発動機ジュビロ）
- 田中澄憲（元ラグビー選手・元ラグビー日本代表・元サントリーサンゴリアス）
- 水山尚範（元ラグビー選手・元ラグビー日本代表・元神戸製鋼コベルコスティーラーズ）
- 松下馨（元ラグビー選手・ラグビー日本代表・トヨタ自動車ヴェルブリッツ）
- 山本篤志（ラグビーレフリー）
- 北島大（ラグビー選手・NTTドコモレッドハリケーンズ）
- 日和佐篤（ラグビー選手・神戸製鋼コベルコスティラーズ）
- 渡部逸記（ラグビー選手・Honda HEAT）
- 甲斐洋充（ラグビー選手・キヤノンイーグルス）
- 小山智聲（ラグビー選手・リコーブラックラムズ）
- 藏田知浩（ラグビー選手・NTTドコモレッドハリケーンズ）
- 池町信哉（元ラグビー選手・ヤマハ発動機ジュビロ）
- 庭井祐輔（ラグビー選手・キヤノンイーグルス）
- 友枝大智（ラグビー選手・宗像サニックスブルース）
- 梶村祐介（ラグビー選手・横浜キヤノンサンゴリアス）
- 藤野佑磨（ラグビー選手・東芝ブレイブルーパス）
- 前田剛（ラグビー選手・コベルコ神戸スティーラーズ）
- 井上遼（ラグビー選手・神戸製鋼コベルコスティーラーズ）
- 田畑凌（ラグビー選手・キヤノンイーグルス）
- 山村知也（ラグビー選手・リコーブラックラムズ）
- 高橋虎太郎（ラグビー選手・花園近鉄ライナーズ）
- 宮下大輝（ラグビー選手・花園近鉄ライナーズ）
- 石川貴大（ラグビー選手・浦安D-Rocks）
- 雲山弘貴（ラグビー選手・東京サントリーサンゴリアス）
- 江藤良（ラグビー選手・横浜キヤノンイーグルス）
- 丸尾祐資（ラグビー選手・NECグリーンロケッツ東葛)
- 福西隼杜（ラグビー選手・コベルコ神戸スティーラーズ）
- 大賀宗志（ラグビー選手・東京サントリーサンゴリアス)
- 山田響（ラグビー選手・クボタスピアーズ船橋・東京ベイ)
- 植田和磨（ラグビー選手・コベルコ神戸スティーラーズ)
- 石浦大貴（ラグビー選手・花園近鉄ライナーズ)
- 海老澤琥珀（ラグビー選手・明治大学ラグビー部)
- 山村和也（ラグビー選手・明治大学ラグビー部)
- 竹之下仁吾（ラグビー選手・明治大学ラグビー部)

### サッカー
- 安岡拓斗（プロサッカー選手）
- 坂元一渚璃（プロサッカー選手）
- 祖母井秀隆（元サッカー選手、京都サンガF.C.ゼネラルマネージャー）
- 奥村慶之（元サッカー選手）

### 陸上競技
- 伊東浩司（元陸上競技選手・現指導者・スポーツ解説者・100m元アジア記録・100m元日本記録保持者）
- 木原真佐人（元陸上競技選手・2008 世界ハーフマラソン選手権ブラジル大会 日本代表）
- 竹澤健介（元陸上競技選手・現指導者・2007 世界陸上競技選手権 大阪大会 10000m日本代表/2008 北京オリンピック 日本代表、5000m元日本学生記録保持者、日本選手権10000m優勝(2010年)）
- 渡邊和也（元陸上競技選手・日本選手権5000m優勝(2011年)）

### 相撲
- 栃乃若導大（元大相撲力士）
- 貴景勝貴信（元大相撲力士、年寄湊川） ※中学のみ
- 武哲山剛（元大相撲力士）
- 前田一輝（元大相撲力士、二所ノ関部屋マネージャー、茨城県稲敷郡阿見町議会議員） ※高校中退

### スポーツその他
- 細川大輔（元競泳選手 2003年世界水泳選手権銅、2005年世界水泳選手権銅、2007年世界水泳選手権銀メダリスト）
- 八尾彰一（トライアスロン・2004アテネオリンピック・2008北京オリンピック男子トライアスロン日本代表コーチ）
- 長島☆自演乙☆雄一郎（キックボクサー・プロレスラー）
- 大井栄治（元競輪選手、当校在籍当時は野球部に所属）
- 山本隆幸（競艇選手、兵庫支部登録番号4025）
- 中野司（プロバスケットボール選手・レバンガ北海道）

### 政官
- 松岡広隆（元衆議院議員　少林寺拳法部）
- 大串正樹（衆議院議員）
- 河瀬和重（国土交通官僚）

### 文化
- 土居晴夫（歴史家、坂本龍馬研究者） - 旧制報徳商業学校卒業生
- 井上文太（画家）
- 塩田武士（小説家）
- 藤原章人（サウンドクリエイター）
- 前田高志（グラフィックデザイナー）

### 芸能
- もんたよしのり（歌手） ※中退
- 矢嶋良介（歌手） ※中退
- 鍛治直人（俳優・文学座）
- 森山未來（俳優）
- 茶谷優太（俳優）
- 夙川アトム（元お笑いタレント）
- タックルながい。（お笑いタレント）
- 御守孝明（フォークグループ・猫の元メンバー）
- 角上清司（元CBCテレビアナウンサー）
- 桂かい枝（上方噺家） ※中学のみ

## 関連書籍
- 『主役は君らだ!』（鶴谷邦弘(著)、講談社、1986/9、日体大を卒業後、母校に着任し、高校駅伝で史上初の3連覇を果たすまでの軌跡、ISBN 978-4062030120）